# حركة انعكاسية
الحركة الانعكاسية، التي يشار إليها عادة باسم طريقة فويتا، هي تقنية لعلاج الإعاقة الجسدية والعقلية لدى البشر. تم اكتشافه من قبل فاكلاف فوجتا.
بناءً على الدراسات التي أجريت على علاجات الأطفال التشنجي للاضطرابات العضلية في الخمسينيات، تم تحديد عدد من نقاط الانعكاس التي يمكن استخدامها لتحفيز جسم الإنسان على الزحف والانعطاف. من خلال الضغط على نقاط الانعكاس المناسبة، يتم تنشيط مجموعات العضلات الرئيسية في الجسم، يصبح التنفس منظمًا ويزداد النشاط العقلي.
تم تصنيف طريقة فويتا وبعض الطرق المماثلة على أنها طب بديل. في 1981-1986، لم تتمكن التجارب السريرية من إظهار التأثير الإكلينيكي لمعالجات فويتا وبوباث.

## روابط خارجية
- International Vojta Society